# Oki Pro-Am
De Oki Pro-Am was een golftoernooi van de Europese PGA Tour.
De Oki Pro-Am werd in 1996 en 1997 gespeeld op La Moraleja buiten Madrid.
De eerste Pro-Am was ter viering van het twintigjarig bestaan van Moraleja. De 37-jarige Tom Kite uit Texas maakte een birdie op de laatste hole en won. Ángel Cabrera brak tijdens de derde ronde het baanrecord met een score van 62 en eindigde op de tweede plaats, Severiano Ballesteros werd derde. Het prijzengeld was ruim € 625.000, Kite kreeg € 105.000.
De tweede Pro-Am werd gewonnen door Paul McGinley. Het was zijn tweede overwinning dat jaar. Ian Pyman maakte een laatste ronde van 64 en werd tweede, verdiende € 50.000 en behield hierdoor zijn tourkaart voor 1998.